# Чехи (Сьредський повіт)
Чехи (пол. Czechy, нім. Tschechen) — село в Польщі, у гміні Костомлоти Сьредського повіту Нижньосілезького воєводства.
У 1975-1998 роках село належало до Вроцлавського воєводства.